# Danielle Licari
Pour les articles homonymes, voir Licari.
Ne doit pas être confondu avec Daniele Vicari.
Danielle Licari, née le 30 novembre 1936 à Boulogne-sur-Mer, est une chanteuse française.
Parallèlement à une carrière en solo qui lui valut une certaine notoriété dans les années 1970, elle doubla pour le chant plusieurs personnages ou actrices telle Catherine Deneuve dans Les Parapluies de Cherbourg.

## Biographie

### Famille
Danielle Cuvillier naît à Boulogne-sur-Mer le 30 novembre 1936. Mariée, elle prend le nom de son mari.

### Carrière de chanteuse
Elle a avant tout travaillé comme choriste de studio, accompagnant de nombreux chanteurs (sans être créditée sur les pochettes la plupart du temps) tel Léo Ferré.
Soprano, elle reprend en solo plusieurs mélodies classiques célèbres, la plupart du temps sans paroles ou sur des onomatopées, à la manière du scat. Elle reprend notamment la célèbre illustration du thème de Il était une fois dans l'Ouest, composé et accompagné par Ennio Morricone, et initialement interprété par Edda Dell'Orso. Mais son plus grand succès reste le Concerto pour une voix, composé et accompagné par Saint-Preux dans le style néo-baroque, œuvre retenue par France Info dans Ces chansons qui font l'histoire.
En 1972, elle est la voix du générique de la série Les Gens de Mogador sur une musique de Jean Wiéner.
Elle collabore avec de nombreux orchestres tel celui de Paul Mauriat dans le morceau Paris Ballade, ou accompagne sur des mélodies le saxophoniste d'ambiance Fausto Papetti.
En 1980, elle chante en duo avec Charles Aznavour Mon émouvant amour et donne des concerts au Québec avec le compositeur Claude Léveillée.
Au cinéma, elle double notamment Catherine Deneuve pour le chant dans le film Les Parapluies de Cherbourg de Jacques Demy sur la musique de Michel Legrand.

## Filmographie

### Cinéma
- 1964 : Les Parapluies de Cherbourg de Jacques Demy, musique de Michel Legrand : voix chantée de Geneviève Emery (interprétée par Catherine Deneuve)
- 1970 : Love Story (film, 1970) de Arthur Hiller, musique de Francis Lai : voix dans la pièce « Snow Frolic ».
- 1971 : La Maison sous les arbres de René Clément : voix chantée
- 1971 : L'Albatros de Jean-Pierre Mocky, musique de Léo Ferré
- 1973 : Don Juan ou Si Don Juan était une femme... de Roger Vadim
- 1985 : Astérix et la Surprise de César de Gaëtan et Paul Brizzi : voix chantée de Falbala[7]

### Doublage
- 1964 : Mary Poppins : choeurs
- 1962 : Sur la piste de la grande caravane : choeurs
- 1967 : Camelot : Guenièvre (chant) (Vanessa Redgrave)
- 1968 : La Vallée du bonheur : Susan Mahonney (chant) (Barbara Hancock)
- 1968 : Oliver ! : choeurs
- 1971 : Un violon sur le toit : Hodel (chant) (Michele Marsh)

Redoublage
- 1942 : Bambi : Féline (adulte, chant, 2e doublage)
- 1950 : Cendrillon : Chanson d'introduction (Redoublage partiel)
- 1951 : Alice au pays des merveilles : La Fleur soliste (chanson Un matin de mai fleuri, 2e doublage)
- 1959 : La Belle au bois dormant : Aurore/Rose (chant, 2e doublage)

### Génériques TV
- 1972 : Les Gens de Mogador : voix du générique, musique de Jean Wiener
- 1980 : Heidi : chanson du générique (France)[8]
- 1980 : Pinocchio : chanson du générique[9]
- 1981 : Pierrot et Boutitou : chanson du générique

## Discographie

### Albums solo
- 1969 : Mélodies pour une voix (Barclay)
- 1970 : Leçon de choses en chansons (Barclay)
- 1971 : On est bien la-la (Barclay)
- 1972 : Une vie (Barclay)
- 1973 : Classics pour une voix (Barclay)
- 1974 : Musiques de films - Movie Themes (Barclay)
- 1974 : Badinerie (Barclay) - réédition CD au Québec seulement
- 1975 : Le Marché persan (Barclay)
- 1975 : Danielle Licari Live in Japan (Barclay) - enregistrements de ses deux tournées de 1972 et 1974 parus en 1975
- 1976 : Rhapsodie pour deux voix (Barclay)
- 1977 : Sagittarius (Barclay)
- 1978 : Danielle Licari - Rappel (Barclay)
- 1980 : Élisabeth Serenade (Amo Records)
- 1981 : Danielle Licari chante Ennio Morricone - Chi Mai (Phonogram)
- 1982 : Concertino pour deux voix (Copacabana)
- 1984 : Lonely Shepherd (Disques Star) - au Québec seulement
- 1984 : Lonely Shepherd (Ganesh)
- 1995 : Danielle Licari chante les plus grands (Disques Quality) - au Québec seulement

### Compilations
- 1973 : Concerto pour une voix (Barclay)
- 1981 : Double Compilation - Concerto pour une voix (Pro-Culture) - au Québec seulement
- 1993 : Master Série (PolyGram)
- 1994 : Best of Best (RCA-Victor) - au Japon seulement
- 1999 : Concerto pour une voix - Compilation CD 20 titres (RCA-Victor) - au Japon seulement
- 2004 : The Greatest Hits (Universal) - en Corée du Sud seulement
- 2009 : Best - Collection Colezo (RCA-Victor) - au Japon seulement
- 2015 : Danielle Licari (Marianne Mélodie)

### Participations vocales
- 1965 : Le ciel, le soleil et la mer (François Deguelt)
- 1968 : Sanctus : musique sacrée pour piano, orgue et voix de Marian Marciak (Philips 849.520 BY)
- 1969 : Concerto pour une voix de Saint-Preux
- 1970 : Amour Anarchie de Léo Ferré
- 1973 : Il n'y a plus rien de Léo Ferré
- 1973 : Concerto pour elle de Saint-Preux
- 1976 : Fantasy Ragtime (vocalises en onomatopées)

## Anecdotes
- Danielle Licari aurait envoyé[réf. nécessaire] cinq chansons au comité de sélection interne pour représenter la France au Concours Eurovision de la chanson 1972, dont Au cœur d'une chanson. Aucune ne fut retenue et c'est Betty Mars avec Comé-comédie qui représenta la France.
- Yves Simon a raconté comment Jacques Dutronc avait finalement choisi « la flûte enchantée de Roger Bourdin » et non pas « les vocalises de Danielle Licari » pour « meubler » sa chanson Il est cinq heures, Paris s'éveille[10].
- Le Concerto pour une voix de Saint-Preux fut un énorme succès lors de sa sortie en 1970 (400 000 singles vendus en 1970). Danielle Licari le reprit sur l'album Concerto pour une voix (Barclay) en 1972. En revanche, lors de la ressortie de l'album en 1995, elle a été remplacée par la soprano Laurence Janot[11].
- Danielle Licari a également enregistré pour Saint-Preux Concerto pour elle (1979) et Le Chant des étoiles (1983).
- Wyclef Jean a utilisé dans Apocalypse (1997) un échantillon du Concerto pour une voix.